# Верхньоволзьке водосховище
56°54′51″ пн. ш. 33°11′14″ сх. д. / 56.914063888889° пн. ш. 33.187236111111° сх. д.
Верхньоволзьке водосховище (рос. Верхневолжское водохранилище) утворилося у верхів'ях Волги в 1845, після побудови Верхньоволзького бейшлота. Водосховище розташовується на північному заході Тверської області на території Осташковського, Селіжаровського і Пеновського районів.
У зоні підпору Верхньоволзького водосховища знаходиться система Верхньоволзьких озер (Стерж, Вселуг, Пено, Волго). Загальна площа поверхні близько 183 км², об'єм — 0,52 км³, довжина водосховища становить 85 км, найбільша ширина 6 км.
Верхньоволзьке водосховище здійснює сезонне регулювання стоку, рівень води коливається в межах 3,5 м. Використовується для водопостачання, рибальства (судак, лящ, щука) і туризму.